# Necropoli del Calvario
La Necropoli del Calvario' è una necropoli etrusca afferente la città di Tarquinia nel Lazio, adiacente alla più nota Necropoli dei Monterozzi.

## Descrizione
La necropoli ha restituito oltre 120 tombe, la maggior parte delle quali a camera ipogeica, risalenti al periodo che va dalla metà del IV secolo a.C. al II secolo a.C., diciannove delle quali ritrovate intatte.